# Albert Volkmann
Albert Volkmann (* 15. Juli 1908 in Düsseldorf; † 22. Februar 1985 in Altenberge) war ein deutscher Komponist im Schach.

## Schachkomposition
Volkmann widmete sich früh der Schachkomposition. 1926 war seine erste Veröffentlichung einer Schachaufgabe. 1928 trat er der Vereinigung Schwalbe bei. Am produktivsten war er in den 1950er Jahren. Meist komponierte er Zweizüger, gelegentlich auch Mehrzüger. Rund 150 seiner 800 Kompositionen erhielten im In- und Ausland Turnierauszeichnungen. Einige seiner Aufgaben wurden auch in die FIDE-Alben aufgenommen.
|   | a | b | c | d | e | f | g | h |   |
| 8 |   |   |   |   |   |   |   |   | 8 |
| 7 |   |   |   |   |   |   |   |   | 7 |
| 6 |   |   |   |   |   |   |   |   | 6 |
| 5 |   |   |   |   |   |   |   |   | 5 |
| 4 |   |   |   |   |   |   |   |   | 4 |
| 3 |   |   |   |   |   |   |   |   | 3 |
| 2 |   |   |   |   |   |   |   |   | 2 |
| 1 |   |   |   |   |   |   |   |   | 1 |
|   | a | b | c | d | e | f | g | h |   |

Lösung:

1. Dd2! (droht Dd5 matt)

falls 1. … Ke5+ 2. Sg6 matt

oder 1. … Kg5+ 2. Sfd3 matt

Es scheitert 1. Td2? (droht Td5 matt) an Th2! mit Fesselung des weißen Turmes.

## Leben
Albert Volkmann verbrachte seine Jugendjahre im westlichen Münsterland. Schon früh lernte er den Umgang mit Schachfiguren, kam dann aus Ermangelung von Partieschachgegnern – wie er mal sagte – „ganz von selbst zum Problemschach“. 1928 machte er Bekanntschaft mit der „Schwalbe“, einer Vereinigung von Problemschachfreunden, die ihm eine neue Welt eröffneten. Von nun an verschrieb er sich den so genannten „logischen Problemen“ mit Probespiel, Vor- und Hauptplan. Stark beeinflusst wurde er durch den neudeutschen Problemtheoretiker Anton Trilling, der ihn etwa zur ersten Darstellung eines „doppeltgesetzten Entfesselungsdresdners“ anregte. Volkmanns Domäne war der Zweizüger, er schuf aber auch Bemerkenswertes auf dem Gebiet des neudeutschen Mehrzügers – „Probleme, die mit ihrer Erfindungskraft, Eleganz, logischen Klarheit und künstlerischen Formkraft mit zu den besten gehören, was das deutsche Problemschach in den Jahren nach dem 2. Weltkrieg hervorgebracht hat“.
Beruflich war Albert Volkmann als Studiendirektor zuletzt tätig am Städtischen Gymnasium Augustinianum in Greven/Westf. Er unterrichtete die Fächer Latein, Griechisch und Deutsch. Der begeisterte Altphilologe und engagierte Pädagoge sah seine schönste und dankbarste Aufgabe darin, die Leistungen großer Dichter und Denker aufzuzeigen und so die Kräfte der Ehrfurcht und des Staunens in jungen Menschen zu wecken. Nach seiner Pensionierung führte er in der ländlichen Gemeinde Altenberge – in unmittelbarer Nähe von Münster – ein Leben in „otium cum dignitate“ – gemäß dem Vorbild der Antike.

## Weblink
- Kompositionen von Albert Volkmann auf dem PDB-Server der Schwalbe